# West Worlington
West Worlington – wieś w Anglii, w Devon, w dystrykcie North Devon, w civil parish East Worlington. W 1881 civil parish liczyła 193 mieszkańców.